# Pagar Dalam (Zuid-Pesisir)
Pagar Dalam is een bestuurslaag in het regentschap Lampung Barat van de provincie Lampung, Indonesië. Pagar Dalam telt 435 inwoners (volkstelling 2010).